# عجوقة غريبة
عجوقة غريبة (الاسم العلمي:Ajuga bastarda) هي نوع نباتي يتبع جنس العجوقة من فصيلة الشفوية.